# جايمس سينكلير
جايمس سينكلير (بالإنجليزية: James Sinclair)‏ ، من مواليد 22 أكتوبر 1987 في نيوكاسل في إنجلترا ، لاعب كرة قدم إنجليزي.
انتقل من بولتون إلى مانشستر سيتي ومنه إلى كارديف سيتي بداية موسم 07-08 .

## روابط خارجية
- جايمس سينكلير على موقع اتحاد السويد (السويدية)
- جايمس سينكلير على موقع قاعدة بيانات كرة القدم.إي يو (الإنجليزية)
- جايمس سينكلير على موقع Soccerbase.com (لاعب) (الإنجليزية)
- جايمس سينكلير على موقع Soccerway.com (الإنجليزية)
- جايمس سينكلير على موقع عالم كرة القدم.نت (الإنجليزية)